# Antonella Salvucci
Antonella Salvucci (Civitavecchia, 18 dicembre 1981) è un'attrice, conduttrice televisiva ed ex modella italiana.

## Biografia
La sua carriera artistica inizia come fotomodella e si arricchisce con diversi ruoli in fiction televisive di successo quali Carabinieri, Il maresciallo Rocca, Distretto di Polizia, Un medico in famiglia 3, Rex, Era mio fratello, Il bello delle donne 2, La stagione dei delitti, Moana.
Nell'ambito cinematografico ha interpretato diversi ruoli da protagonista come nel film L'educazione sentimentale di Eugénie diretto da Aurelio Grimaldi e in altri in ruoli minori come The Torturer di Lamberto Bava, L'amico di famiglia di Paolo Sorrentino, Night of the Sinner di Alessandro Perrella, Il punto rosso di Marco Carlucci, La rabbia di Louis Nero e Cappuccetto rosso sangue di Giacomo Cimini.
Nell'ambito televisivo conduce la rubrica di cinema Ciak si gira sul canale internet Primo Italia Tv, tutte le edizioni del Fantafestival con nomi prestigiosi come Murray Abraham, Roger Corman, Dario Argento e tutte le edizioni di Roma Film Festival con Giancarlo Giannini, Lina Wertmüller, Abel Ferrara, Willem Dafoe, su Rai 2 il Format TV dedicato a Nuovi Talenti New Stars Notte e conduce altri prestigiosi premi di cinema in Italia e all'estero.
Nel 2000 incide il brano musicale Fever, mentre in ambito teatrale esordisce nel 2004 nella commedia musicale Vampiri regia di Bruno Maccallini e nel 2008 interpreta l'eroina Lara Croft nel musical Pulcinella regia di Lino Moretti.
A dicembre 2020 viene insignita del Premio Vincenzo Crocitti International.
Nel gennaio 2023 al Campidoglio di Roma vince il Premio “Antenna d’Oro per la Tivvù”.

## Filmografia

### Cinema
- Il giuoco dei sensi, regia di Enrico Bernard (2001)
- Apri gli occhi e sogna, regia di Rosario Errico (2002)
- Crazy Blood, regia di Gaetano Russo (2003)
- Cappuccetto rosso sangue, regia di Giacomo Cimini (2003)
- L'educazione sentimentale di Eugénie, regia di Aurelio Grimaldi (2005)
- The Torturer, regia di Lamberto Bava (2005)
- L'amico di famiglia, regia di Paolo Sorrentino (2006)
- Il punto rosso, regia di Marco Carlucci (2006)
- La rabbia, regia di Louis Nero (2008)
- Night of the Sinner, regia di Alessandro Perrella (2009)
- 5 (Cinque), regia di Francesco Dominedò (2011)
- Bloody Sin, regia di Domiziano Cristopharo (2011)
- Young Europe, regia di Matteo Vicino[2] (2011)
- Bellerofonte, regia di Domiziano Cristopharo (2011)
- Tulpa - Perdizioni mortali, regia di Federico Zampaglione (2012)
- Midway - Tra la vita e la morte, regia di John Real[3] (2013)
- Milano in the Cage, regia di Fabio Bastianello (2015)
- The Voice and the Diva, regia di Michael Oblowitz (2015)
- Il carillon, regia di John Real (2016)
- The American Connection, regia di J. Espanol (2016)

### Televisione
- Assassini per caso, regia di Vittorio De Sisti (2000)
- Il maresciallo Rocca 3, regia di Josè Maria Sanchez (2001)
- Il bello delle donne 2, regia di Maurizio Ponzi (2002)
- La stagione dei delitti, regia di Claudio Bonivento (2003)
- Carabinieri 5, regia di Sergio Martino (2005)
- Distretto di Polizia 5, regia di Lucio Gaudino (2005)
- Era mio fratello, regia di Claudio Bonivento (2007)
- Mannaggia alla miseria, regia di Lina Wertmüller (2008)
- Moana, regia di Alfredo Peyretti (2009)
- Notte prima degli esami '82, regia di Elisabetta Marchetti (2011)
- Le due leggi, regia di Luciano Manuzzi (2013)
- Il restauratore, regia di Enrico Oldoini (2014)

### Cortometraggi
- Piccolo manuale di strategia e tattica, regia di Antonio Micciulli (2002)
- Il dolce canto di Tirsia, regia di Francesco Lama (2006)
- Ballerina, regia di Rosario Errico (2007)
- Se il mondo intorno crepa - If the World Dies, regia di Emiliano Ferrera e Stefano Jacurti (2014)
- Tutto in una notte, regia di Danilo Emiliano Ferrera Di Paolantonio (2015)

## Programmi TV
- 2000 Gran Gala Accademia della Canzone di Sanremo con Giancarlo Magalli
- Dal 2002 - Ciak si gira (testata giornalistica in video dedicata all'approfondimento e alla promozione cinematografica)
- 2003 - Fantafestival[4] (fino al 2011)
- 2004 - Roma Film Festival[5] - Gala di cinema dedicato a Marcello Mastroianni su RaiSat Cinema World
- 2004 - Premio internazionale della Fotografia Cinematografica Gianni Di Venanzo[6]
- 2006 - Trailers FilmFest[7] (fino al 2013)
- 2006 - Format TV Numeri 1 su Rai 2
- 2006 - Premio Fregene per Fellini[8]
- 2006 - Premio 80 anni Radiocorriere TV
- 2007 - XII Premio Penisola Sorrentina Arturo Esposito[9]
- 2007 - 15^ edizione Premio di Cinema Mirto D'Oro
- 2007 - Premio Scrittura e Immagine Film Festival[10] (fino al 2010)
- 2008 - Premio Flaiano 35^ edizione con Andrea Vianello su Rai 3
- 2008 - Festival Internazionale del Cortometraggio[11] (fino al 2009)
- 2009 - New Stars Notte format TV dedicato a Nuovi Talenti (fino al 2010) su Rai 2
- 2010 - 2º Premio letterario di narrativa Un libro nel cassetto[12][13]
- 2010 - Premio Una vita per il cinema[14]
- 2010 - Premio Flaiano 37^ edizione[15] su Rai 3
- 2010 - Finale Reate Festival[16] su Rai 1
- 2011 - XI Edizione del Premio Internazionale Cartagine[17]
- 2011 - Premio internazionale sulla sicurezza stradale TARGA BLU
- 2011 - 3º Premio letterario di narrativa Un libro nel cassetto[18]
- 2011 - Miss Summer Artwork Moda[19]
- 2011 - Premio Flaiano 38^ edizione con Dario Vergassola[20] su Rai 3
- 2011 - 3^ edizione Maratea Film Festival[21]
- 2011 - 3º Premio Internazionale Valsele Film Festival
- 2011 - 68^ Mostra D'Arte Cinematografica della Biennale di Venezia[22]
- 2011 - Arte e Moda Italiana nel Mondo[23]
- 2012 - Premio Flaiano 39^ edizione con Dario Vergassola[20] su Rai 3
- 2012 - 4º Premio letterario di narrativa Un libro nel cassetto[24]
- 2012 - Premio internazionale sulla sicurezza stradale TARGA BLU[25]
- 2013 - XII Edizione del Premio Internazionale Cartagine[26]
- 2013 - Finale nazionale concorso High School Game con Alessandro Greco[27]
- 2013 - Un Sogno Per il Cinema I Edizione concorso nazionale[28]
- 2013 - Premio Moda Un volto per fotomodella[29]
- 2013 - 11°Angel Film Awards Monaco Internacional Film Festival[30]
- 2014 - XII Edizione di TrailersFilmFest[31]
- 2014 - XII Edizione di Guerre & Pace FilmFest[32]
- 2014 - XIII Edizione del Premio Internazionale Cartagine[33]
- 2014 - Finale nazionale concorso High School Game con Alessandro Greco[34]
- 2014 - Gran Gala 64º Festival di Sanremo[35]
- 2015 - XIII Edizione di TrailersFilmFest[36]
- 2015 - Premio Flaiano 42^ edizione con Lucio Valentini[37]
- 2015 - 15º Edizione Grand Prix Corallo[38]
- 2015 - 10º Festival del Cortinametraggio[39]
- 2015 - Gran Gala 65º Festival di Sanremo[40]
- 2016 - Live From Ischia su Iris
- 2016 - Finale nazionale concorso High School Game con Alessandro Greco[41]
- 2016 - Live From Cannes su Iris
- 2016 - VI Gran Gala della Liguria edizione Numeri Uno città di Sanremo[42]
- 2017 - VII Gran Gala della Liguria edizione Numeri Uno città di Sanremo[43]
- 2018 - Finale nazionale concorso High School Game con Alessandro Greco[41]

## Teatro
- 2004 - Musical Vampiri  regia di Bruno Maccallini al Teatro De' Servi
- 2008 - Musical  Pulcinella  regia di Lino Moretti nel ruolo di Lara Croft al Teatro Sistina

## Discografia
- 2000 - Fever testo di Antonella Salvucci, musica di Roberto Russo[44]

## Altre attività

### Videoclip
- 2005 -  Panico  del gruppo musicale B-Nice[45] regia di Luigi Cozzi
- 2013 -  Trasparente  del cantautore Marco Rò regia di Angelo Puzzutiello
- 2014 -  Come fossi un burattino  del gruppo musicale Falsidei
- 2015 - Polvere e cenere del gruppo musicale Rione Roots[46]
- 2019 - C'è qualcuno di Massimo Di Cataldo regia di Matteo Bianchi

### Pubblicità
- 2001 - Spot Televisivo Permaflex regia Leone Pompucci
- 2004 - Testimonial Cerbiatto e Festival Crociere
- 2004 - Rivista Fotografare copertina luglio
- 2009 - Rivista Elaborare copertina dicembre
- 2010 - Rivista Ruoteclassiche copertina settembre[47]
- 2010 - 2011 Televendita Ricapil Rapido, schiuma per la perdita di capelli, con Marco Di Buono
- 2011 - Testimonial collana editoriale Roma Racconta
- 2014 - No Violence[48]
- 2014 - Testimonial Postepay Fias Card[49]